# Carmen Lapacó
Carmen Elina Aguiar de Lapacó (San Juan, 20 de junio de 1925 - Ciudad Autónoma de Buenos Aires, Argentina; 13 de diciembre de 2017) fue una activista por los derechos humanos argentina e integrante de Madres de Plaza de Mayo Línea Fundadora. Fue una de las fundadoras del Centro de Estudios Legales y Sociales y formaba parte de la Comisión Directiva del mismo. La biblioteca de este organismo lleva su nombre. Fue maestra normal y profesora de educación física (formada en Buenos Aires gracias a una beca).
El 16 de marzo de 1977, Lapacó fue secuestrada, junto con su hija Alejandra (19 años), su sobrino Alejandro Aguiar y Marcelo Butti Arana (23 años), novio de su hija. Al respecto comentó “Esos tres días fue vivir el infierno y lo peor de todo fue ver a mi hija torturada". Permanecieron detenidas-desaparecidas en el centro clandestino de detención El Atlético. A los tres días, fue liberada, pero su hija se encuentra desaparecida.
En 2012 fue declarada Personalidad Destacada de los Derechos Humanos por la Legislatura de la Ciudad de Buenos Aires, por iniciativa de la diputada del Frente Progresista Popular María Elena Naddeo.
Falleció en 2017 y sus restos fueron velados en el Salón Presidente Perón de la Legislatura de la Ciudad Autónoma de Buenos Aires.

## Secuestro
Durante el terrorismo de Estado en Argentina, el 16 de marzo de 1977, las Fuerzas Conjuntas irrumpieron en el domicilio de Lapacó y la secuestraron junto a su sobrino, Alejandro Aguiar; su hija, Alejandra Lapacó; y su yerno, Marcelo Butti Arana. Todos ellos fueron trasladados al El Atlético, donde fueron torturados física y psicológicamente.
Tres días más tarde, el 19 de marzo, los represores subieron a «una furgoneta que repartía alimentos» a Carmen y a su sobrino, y los liberaron en la calle con los ojos tapados.

## El caso de su hija en la justicia
Luego del retorno de la democracia, en 1983, el presidente Alfonsín dictó el decreto 158/83, mediante el cual ordenó promover la acción penal contra los responsables del terrorismo de Estado. Así, la denuncia por el «secuestro, privación ilegítima de la libertad y tormentos» de su hija, Alejandra Lapacó, integró la causa n.º 450 en la que se investigaban los hechos ocurridos en el "Club Atlético". Sin embargo, en 1987, Raúl Alfonsín dictó la ley de Obediencia Debida, la que eximió de responsabilidad a los militares que aún no habían sido procesados en aquella causa. Los represores que se encontraban procesados, a su vez, fueron beneficiados por un indulto presidencial de Menem, en 1989. En diciembre de 2016 el Tribunal Oral Federal 2 de la Capital Federal condenó a siete represores acusados de secuestros, torturas y asesinatos, entre ellos el de su hija, Alejandra Mónica Lapacó Aguiar.